# Saint-Aulaire
Saint-Aulaire ist eine Gemeinde in Frankreich mit 769 Einwohnern (Stand 1. Januar 2022). Sie gehört zur Region Nouvelle-Aquitaine, zum Département Corrèze, zum Arrondissement Brive-la-Gaillarde und zum Kanton L’Yssandonnais. Die Bewohner nennen sich Saint-Aulairiens.

## Lage
Nachbargemeinden sind Saint-Cyprien und Vars-sur-Roseix im Nordwesten, Objat im Nordosten, Allassac im Osten, Yssandon im Süden und Perpezac-le-Blanc im Südwesten. Saint-Aulaire hat eine Bahnstation im Nordosten der Gemarkung. An der östlichen Gemeindegrenze verläuft der Fluss Loyre, in den hier sein Zufluss Roseix einmündet. 

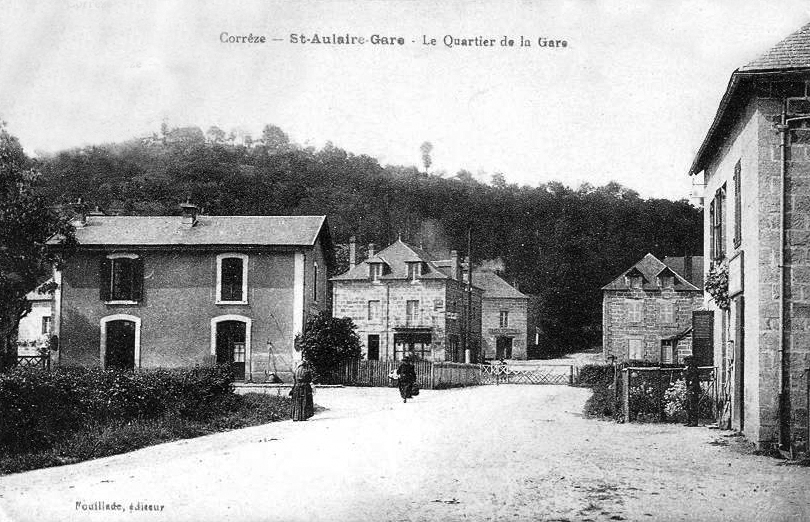
Der Bahnhof von Saint-Aulaire um das Jahr 1900

## Bevölkerungsentwicklung
| Jahr      | 1962 | 1968 | 1975 | 1982 | 1990 | 1999 | 2008 | 2017 |
| --------- | ---- | ---- | ---- | ---- | ---- | ---- | ---- | ---- |
| Einwohner | 711  | 742  | 713  | 746  | 707  | 744  | 851  | 779  |

## Persönlichkeiten
- François-Joseph de Beaupoil de Saint-Aulaire (1648–1742), Offizier und Dichter, Mitglied der Académie française
- André-Daniel de Beaupoil de Saint-Aulaire (1651–1734), römisch-katholischer Geistlicher, Bischof von Tulle